# Duiquer de front negre
El duiquer de front negre (Cephalophus nigrifrons) és un petit duiquer que viu al centre i el centre-oest d'Àfrica. Pesa una mitjana de 10 quilograms i té una alçada a l'espatlla de 43 centímetres. Se l'ha trobat tan al sud com Angola septentrional.